# Aerangis jacksonii
Aerangis jacksonii es una orquídea epífita originaria de África.

## Distribución y hábitat
Se encuentra en Uganda en alturas de 1200 a 1600 m s. n. m. en los bosques lluviosos.

## Descripción
Es una planta pequeña de tamaño que prefiere clima caliente a fresco, es epífita,  con un tallo leñoso que tiene  de 8 a 15 hojas liguladas, linear-lanceoladas a oblanceoladas  de color verde oscuro, con negro salpicado, el ápice es bi-lobulado de manera desigual. Florece  en una inflorescencia horizontal a arqueada de 17 cm de largo,  con 4 a 8 flores de  2 a 2.5 cm de ancho. Produce la floración en la primavera. Esta especie tiene la singular costumbre en este género de que la inflorescencia se deriva sucesivamente de un mismo nodo cada año.

## Taxonomía
Aerangis jacksonii fue descrita por Joyce Stewart y publicado en Botanical Magazine 182: t. 754. 1978.
Etimología
El nombre del género Aerangis procede de las palabras griegas: aer = (aire) y angos = (urna), en referencia a la forma del labelo.
jacksonii: epíteto latino que significa "la Aerangis de Jackson".